# Synapsis
Synapsis, monotipski biljni rod iz porodice Schlegeliaceae. Njegova jedina vrsta je S. ilicifolia, endem iz istočne Kube., koja je kao rod opisana 1866.

## Opis
Rijedak grm ili drvo, do 15 m visine, lokalno ograničeno na male površine kraške polulistopadne šume na vapnenačkim liticama.